# Francesco Bartolozzi
Francesco Bartolozzi (Firenze, 25 settembre 1727 – Lisbona, 7 marzo 1815) è stato un disegnatore, pittore e incisore italiano.

## Biografia
Figlio del maestro orafo Gaetano Bartolozzi, a nove anni già sapeva disegnare e conosceva i primi rudimenti della tecnica dell'acquaforte e dell'incisione. La sua prima opera, un'effigie di Sant'Antonio, realizzata ad appena dieci anni, fu considerata un prodigio. Poco più che adolescente frequentò e si formò all'Accademia di belle arti di Firenze, con i maestri Giovanni Domenico Ferretti, detto L'Imola, e Ignazio Hugford, apprezzando principalmente lo studio delle tecniche incisorie. In collaborazione con Hugford realizzò la raccolta I Cento Pensieri del pittore fiorentino Anton Domenico Gabbiani.
Per perfezionarsi si trasferì a Venezia dove, dal 1748 al 1754, operò nella prestigiosa bottega di Joseph Wagner (Thalendorf 1706– Venezia 1786). In questa calcografia, tra le più importanti d'Europa e frequentata dai maggiori acquafortisti veneti di quei tempi (Giambattista Brustolon, Giovanni Volpato, Cristoforo Dall'Acqua, Antonio Baratti, Domenico Bernardo Zilotti e Giovanni Battista Piranesi), perfezionò la sua tecnica e ampliò le sue conoscenze pratiche e teoriche, in particolare sull'uso congiunto dell'acquaforte e del bulino. In diverse sue stampe di questo periodo compare infatti la scritta: «F. Bartolozzi incid. appo J. Wagner».
Wagner lo impegnò soprattutto ad incidere ad acquaforte alcuni paesaggi tratti dai lavori di Marco Ricci e da Francesco Zuccarelli. Bartolozzi pubblicò alcune di quelle stampe che divennero celebri, principalmente a Milano e a Firenze. Gli stampatori cominciarono a gareggiare, per aggiudicarsi le sue vignette e i suoi frontespizi, da inserire nelle opere a stampa che pubblicavano. Anche i mercanti di stampe si interessarono al suo lavoro, cercando di ottenere qualche sua stampa, da annoverare nei loro cataloghi o nelle loro collezioni.
Nel 1756 Bartolozzi si trasferì a Roma, per entrare alla Calcografia Camerale, un laboratorio poligrafico istituito nel 1738 da papa Clemente XII, dove fu impiegato da Domenico Augusto Bracci. Fra le incisioni romane eseguite dall'artista si ricordano particolarmente la serie di ritratti per le Vite del Vasari, le incisioni dagli affreschi del Domenichino a Grottaferrata (1756-1757) e il Ritratto di Domenico Lazzaroni.
Poi ritornò a Venezia nel 1760, dove riprese la collaborazione con Wagner, ma si dedicò anche alla produzione di incisioni proprie, come la serie dedicata al Guercino. Lavorò anche per la tipografia Albrizzi ed è qui che, insieme a Giovanni Battista Piazzetta e a Felicita Sartori, illustrò il famoso Tasso del Piazzetta.
Nel 1764 Richard Dalton, libraio di re Giorgio III, lo convinse a trasferirsi a Londra, facendogli conferire il titolo di "Engraver to the King". Francesco Bartolozzi entrò a far parte della Incorporated Society of Artists of Great Britain e ricevette anche il titolo di Royal Academician, poiché fu tra i fondatori della Royal Academy of Arts, nel 1768.
Negli oltre 40 anni di soggiorno londinese Bartolozzi produsse più di 2.000 tavole, quasi tutte con la tecnica del "gesso rosso", un composto di caolino ed ematite inventato in quegli anni in Francia, ma portato alla ribalta ed elevato al livello di arte proprio da Bartolozzi. Non a caso i suoi allievi lo chiamavano "god of drawing", il dio del disegno. Tra le opere più famose del periodo inglese: le illustrazioni del Paradiso perduto di John Milton, numerose riproduzioni dei quadri di Sir Joshua Reynolds e ancora il "Royal Academy Diploma", "The Marlborough Gems", e le "Illustrations to Shakespeare", su disegno di Giovanni Battista Cipriani.
Nel 1802 Bartolozzi, ormai settantacinquenne, si spostò a Lisbona, dove fu investito cavaliere e andò a dirigere l'Aula de Gravura, presso l'Academia de Lisboa fino al 1815, anno della sua morte.

### Collaboratori di Bartolozzi
- Angelica Kauffman
- Francis Wheatly